# جون هاتفيلد
جون هاتفيلد (بالإنجليزية: John Hatfield)‏ هو لاعب كرة قاعدة أمريكي، ولد في 20 يوليو 1847 في هوبوكين في الولايات المتحدة، وتوفي في 20 فبراير 1909 في لونغ آيلاند سيتي في الولايات المتحدة.

## وصلات خارجية
- جون هاتفيلد على موقع دوري كرة القاعدة الرئيسي (الإنجليزية)
- جون هاتفيلد على موقعبيزبول رفرنس.كوم (الدوري الرئيسي) (الإنجليزية)
- جون هاتفيلد على موقع جمعية أبحاث البيسبول الأمريكية (الإنجليزية)
- جون هاتفيلد على موقع إي إس بي إن.كوم (أم.أل.بي) (الإنجليزية)